# Келти Хартс
«Келти Хартс» (англ. Kelty Hearts Football Club) — шотландский профессиональный футбольный клуб из посёлка Келти, недалеко от Эдинбурга, основанный в 1975-м году. Свои домашние матчи проводит на стадионе «Нью Централ Парк». Считается, что название клуба и цвета были позаимствованы у столичного клуба «Хартс».
Большую часть своей истории клуб был членом Шотландской младшей футбольной ассоциации и играл в низших любительских лигах. В 2017-м году клуб стал членом Шотландской футбольной ассоциации и начал выступать в Лиге Восточной Шотландии. После победы в Лиге Лоуленда в 2021-м году «Келти Хартс» вышли в Шотландскую профессиональную футбольную Лигу и сейчас выступают в Лиге 1.

## Текущий состав и персонал

### Основной состав
| №  |                | Поз. | Имя                | Год рождения |
| -- | -------------- | ---- | ------------------ | ------------ |
| -  | Флаг Шотландии | Вр   | Кайл Гурлэй (1998) |              |
| 20 | Флаг Шотландии | Вр   | Лиам Кэмпбелл      | 2004         |
| 4  | Флаг Шотландии | Защ  | Томас О'Варе       | 1993         |
| 28 | Флаг Шотландии | Защ  | Джейсон Томпсон    | 1987         |
| 21 | Флаг Шотландии | Защ  | Скотт Кемерон      | 2004         |

| №  |                | Поз. | Имя                     | Год рождения |
| -- | -------------- | ---- | ----------------------- | ------------ |
| -  | Флаг Шотландии | Защ  | Адам Корбет             | 1997         |
| 12 | Флаг Шотландии | ПЗ   | Майкл Тайдсер (капитан) | 1990         |
| -  | Флаг Шотландии | Нап  | Крейг Джонстон          | 1994         |
| -  | Флаг Шотландии | Нап  | Росс Каннингем          | 1998         |
| -  | Флаг Шотландии | Нап  | Стефан Макклюски        | 1990         |

Источник: Kelty Hearts FC official site 

### Персонал
| Должность                  | Имя              |
| -------------------------- | ---------------- |
| Главный тренер             | Майкл Тайдсер    |
| Ассистент главного тренера | Кевин Макдональд |
| Тренер вратарей            | Дэвид Макгерн    |
| Психотерапевт              | Гордон Эдвардс   |

Источник: Kelty Hearts FC official site 

## Достижения

### Профессиональные
- Лига 2:
  - Победитель (1): 2021/22

### Любительские
- Лига Лоуленда:
  - Чемпион (2): 2019/20, 2020/21
- Чемпионат Восточной Шотландии:
  - Чемпион (1): 2017/18
- Кубок Короля:
  - Победитель (1): 2017/18
- Восточная Суперлига:
  - Чемпион (2): 2014/15, 2016/17
  - Вице-чемпион (1): 2015/16
- Восточная Премьер-Лига:
  - Вице-чемпион (1): 2006/07
- Чемпионат Файфа:
  - Чемпион (6): 1990/91, 1991/92, 1992/93, 1996/97, 1998/99, 2002/03
- Младший Кубок Шотландии:
  - Финалист (2): 1998/99, 2006/07